# Semigrafika

Klawitura Commodore PET z zaznaczonymi znakami semigrafiki

Semigrafika lub pseudografika – sposób odwzorowania grafiki w trybie tekstowym przy użyciu odpowiedniej kompozycji znaków. Pozwalało to na emulację grafiki rastrowej bez konieczności użycia zaawansowanych układów graficznych i dużej ilości pamięci. Typowo tablica znaków komputera zawierała znaki specjalnie przeznaczone do tego celu.
Jedyna metoda odwzorowania grafiki w komputerach tylko z trybem tekstowym. W urządzeniach z trybem graficznym i tekstowym używana ze względu na szybkość rysownia i znacznie mniejsze zużycie pamięci w trybie tekstowym. Jeśli komputer posiada tylko tryb graficzny, użycie semigrafiki nie jest celowe.
Technika używana również w drukarkach do uzyskania szybkiego wydruku grafiki (często ramek) w trybie tekstowym, który był znaczne szybszy od wydruku w trybie graficznym.
Grafika w teletekście tworzona jest przy użyciu semigrafiki należącej do drugiej grupy znaków, zawierającej znaki dodatkowe.
Istnieje podobna technika – ASCII-Art, służąca do generowania rysunków, wykorzystująca wszystkie dostępne znaki, w tym alfanumeryczne.

## Grafika blokowa

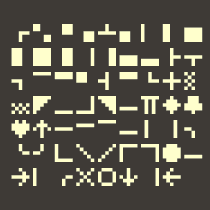
Przykładowe znaki semigrafiki

Istnieją dwie metody generowana semigrafiki. Pierwsza, często nazywana grafiką blokową, używa znaków, które emulują wygląd pikseli i wykorzystują znaki zawierające wszystkie możliwe kombinacje położenia pikseli, np. dla rastra 2×2:
| ▖ | ▗ | ▘ | ▝ | ▚ | ▞ | ▙ | ▟ | ▛ | ▜ | ▐ | ▌ | ▄ | ▀ | █ |

### Przykład
```
█▀▀█▀▀█
█  █  █
█  █  █
███████
█  █  █
█  █  █
█▄▄█▄▄█

```

## Pseudografika

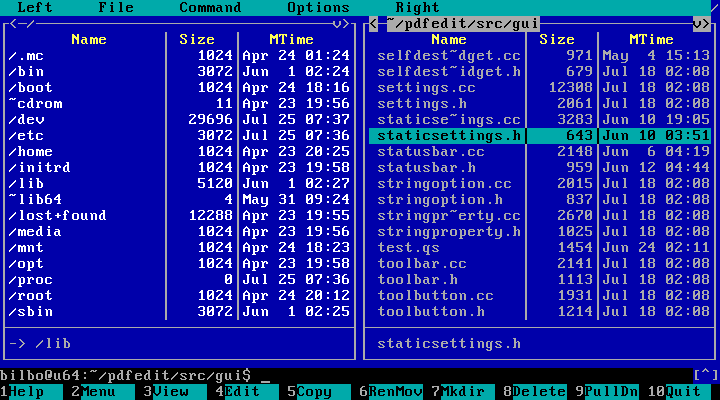
Użycie semigrafiki do narysowania ramek w programie Midnight Commander, pracującego w trybie tekstowym

Druga metoda wykorzystuje znaki, które są zaprojektowane tak, by możliwe było z nich złożenie bardziej skomplikowanych kształtów, ze szczególnym uwzględnieniem ramek.

### Przykład
Używając znaków:
| ─ | │ |  | └ | ┘ | ┌ | ┐ | ┤ | ├ | ┼ | ┴ | ┬ |

można stworzyć:
```
┌────────┬────────┐
│        │        │
├────────┼────────┤
│        │        │
├────────┼────────┤
│        │        │
└────────┴────────┘

```